# Borgloon
Borgloon (French: Looz) là một đô thị ở tỉnh Limburg. Tại thời điểm ngày 1 tháng 1 năm 2006, Borgloon có tổng dân số 10.152 người. Tổng diện tích là 51,12 km² với mật độ dân số 199 người trên mỗi km². 